# Огиевка (Житомирская область)
Оги́евка (укр. Огіївка) — село на Украине, основано в 1622 году, находится в Ружинском районе Житомирской области.
Код КОАТУУ — 1825285201. Население по переписи 2001 года составляет 663 человека. Почтовый индекс — 13647. Телефонный код — 4138. Занимает площадь 2,314 км².

## Адрес местного совета
13647, Житомирская область, Ружинский р-н, с. Огиевка, ул. Центральная, 40.